# 飯野勝栄
飯野 勝栄（いいの かつえい、1938年11月30日 - ）は、日本の銀行家。

## 経歴
新潟県出身。1961年に京都大学経済学部を卒業し、同年に第四銀行に入行。1992年6月に取締役に就任し、1996年6月に常務、1998年2月に専務を経て、同年6月に頭取に就任。2004年6月に会長に就任。